# Politique aux Kiribati

Parti Kiribati Tobwaan : 22 sièges Vote du Parti Kiribati Moa : 22 sièges

Les Kiribati sont une république multipartite à régime parlementaire, où cependant le président est confondu avec le chef du gouvernement et élu au suffrage universel direct parmi trois ou quatre députés choisis par le Parlement. L'organe principal reste le pouvoir législatif (Maneaba ni Maungatabu), tandis que le pouvoir exécutif est exercé par un gouvernement composé de parlementaires. Le pouvoir judiciaire est indépendant des deux premiers et la juridiction suprême est la High Court de Tarawa (à Betio).

## Pouvoir exécutif
| Fonction       | Nom             | Parti            | Depuis       |
| -------------- | --------------- | ---------------- | ------------ |
| Président      | Taaneti Mwamwau | Tobwaan Kiribati | 11 mars 2016 |
| Vice-président | Teuea Toatu     | Tobwaan Kiribati | 19 juin 2019 |

Le président s’appelle te beretitenti (« le président » en gilbertin) et est à la fois le chef de l’État et du gouvernement. Il est élu au suffrage universel direct, parmi les trois ou quatre candidats proposés en son sein par le parlement selon la méthode Borda. Il ne peut effectuer plus de trois mandats.

## Élections
Anote Tong a remplacé en 2003 Teburoro Tiito (ou Tito) — qui avait été renversé par une motion de défiance du parlement début 2003, alors que son 3e mandat venait juste de commencer. Teburoro ne pouvant se représenter (3 mandats effectués), son parti a été défendu par le docteur Harry Tong, le frère aîné d’Anote. Les résultats du 4 juillet 2003 ont été les suivants : Anote Tong 47,4 % - Dr. Harry Tong 43,5 % - Me Banuera Berina, un candidat indépendant, 9,1 %. Les prochaines élections se sont déroulés au plus tard en juillet 2007 (sauf motion de défiance entre-temps).

### Composition du gouvernement
Le président désigne son propre cabinet, composé de lui-même, du vice-président, du procureur général et d'un nombre de ministres qui ne dépasse pas dix, parmi les députés de la Maneaba ni Maungatabu. Depuis juillet 2003, le cabinet, composé de 12 parlementaires, se répartit les portefeuilles comme suit :
- Président et ministre des Affaires étrangères et de l’Immigration, S.E. Anote Tong ;
- vice-présidente et ministre de l’Éducation, de la Jeunesse et du Sport, Teima Onorio ;
- ministre de l’Intérieur et des Affaires sociales, Amberoti Nikora ;
- ministre de la Santé et des Services médicaux, Natanera Kirata ;
- ministre de la Communication, du Transport et du Tourisme, Nataan Teewe ;
- ministre du Travail et du Développement des ressources humaines, Bauro Tongaai ;
- ministre des Travaux et des Services publics, James Taom ;
- ministre des Finances et du Développement économique, Nabuti Mwemwenikarawa ;
- ministre des Pêcheries et du Développement des ressources marines, Tetabo Nakara ;
- ministre de l’Environnement, des Terres et du Développement agricole, Martin Tofinga ;
- ministre du Commerce, de l’Industrie et des Coopératives, Ioteba Redfern ;
- ministre du Développement des îles de la Ligne et des Phœnix, Titabu Tabane.

## Pouvoir législatif
Le parlement monocaméral des Kiribati, appelé Maneaba ni Maungatabu (« la maison commune de la montagne sacrée ») est élu tous les quatre ans et se compose de 44 représentants depuis 2007 (régime parlementaire). Un député non élu y représentait la communauté déportée de Banaba sur l’île Rabi (Fidji). L’Attorney general (le procureur de la République) en était membre ex officio, s’il n’était pas lui-même élu. Les précédentes élections législatives se sont déroulées sur deux tours (dernières élections, les 9 et 14 mai 2003) comme celles de 2007.

## Partis politiques et élections

### Partis politiques
Les principaux partis, peu actifs, sont le Boutokaan te Koaua (BTK, les piliers de la vérité, au pouvoir) dirigé par Taberannang Timeon, le Maneaban te Mauri (MTM, actuelle opposition) dirigé par Teburoro ainsi que le plus récent Maurin Kiribati Party (MKB) de l’avocat privé Banuera. Le docteur Harry Tong a d’abord fait partie de l’opposition en dirigeant le National Progressive Party (NPP) avant de rallier en 2003 le parti MTM de Teburoro. Le MTM est l’héritier du Gilbertese National Party créé en 1965 et dont le principal dirigeant était Reuben Uatioa (Chief Electer Member de 1967 à 1970 et Leader of Government Business de 1971 à 1974). Les parlementaires se répartissent entre 17 membres du BTK, 16 du MTM, 7 indépendants, 2 divers (dont l’Attorney General et le député de Rabi).

### Élections de 2007
Le mercredi 22 août 2007 s'est déroulé le premier tour des élections parlementaires, destinées à élire les 44 députés de la Maneaba ni Maungatabu. 146 candidats se sont présentés, dans 23 circonscriptions (pour 43 000 électeurs). Près d'un quart des électeurs se concentre sur l'atoll de Tarawa. Le bureau des élections a mené une importante campagne d'information et de sensibilisation sur les modalités du vote afin de réduire le nombre de bulletins nuls.

## Conseils municipaux
Chacune des 21 îles habitées possède son propre conseil local qui prend soin des affaires quotidiennes. L’atoll de Tarawa où se trouve la capitale et l’essentiel du gouvernement, possède trois communautés urbaines distinctes: Betio (Betio Town Council), Tarawa-Sud (Teinainano Urban Council), Tarawa-Nord (Tarawa Ieta). Le ministère du groupe des îles de la Ligne et des Phœnix se trouve quant à lui à Londres (London, sur l’île Christmas), à plus de 3 000 km de Tarawa.

## Relations internationales
- Membre des Nations unies depuis 1999.
- Pays ACP (accords de Lomé et de Cotonou, avec l’Union européenne).
- Seulement trois ambassades à l’étranger : un haut-commissariat ouvert en 2002 à Suva (Fidji)[1] ; la mission permanente des Kiribati aux Nations unies, à New York, qui sert également d'ambassade du pays auprès des États-Unis[1] ; et l'ambassade à Pékin depuis mai 2020[2].